# Паскина, Ольга Александровна
Ольга Александровна Паскина (род. 26 июля 1980 года) — основатель лайфстайл-платформы NUSELF, со-основатель и управляющий партнер фонда венчурных инвестиций ДВ Капитал , экс-генеральный директор ЗАО «Национальная Медиа Группа» (2016—2021).

## Образование
В 2002 году окончила юридический факультет Волгоградского государственного университета.
В 2003 получила специальность «Экономист» в Волгоградском государственном техническом университете.
В 2007 году получила диплом Wharton School of University of Pennsylvania и международной бизнес школы INSEAD по специальности Executive Management.
В 2013 получила диплом программы High Impact Leadership program в University of California, Berkley[1]. 
В 2014 году завершила курс Fashion Image and Styling института Marangoni Fashion Institute в Париже.
В 2019 году закончила программу Leading Digital Business Transformation Program в International Institute for Management Development.

## Карьера
С 2002 по 2008 год занимала должность директора по правовым вопросам, директора по персоналу и организационной эффективности пивоваренной компании АО «САН ИнБев».
С 2008 по 2013 работала в медиахолдинге медиахолдинга «ПрофМедиа», Президент медиахолдинга «ПрофМедиа».
С 2014 по 2015 состояла в должности генерального директора Discovery Networks в Северо-Восточной Европе.
С 2015 по 2016 год возглавляла компанию «Дискавери Холдингс», совместное предприятие Национальной Медиа Группы и Discovery Communications.
С 2016 по 2021 год занимала пост генерального директора Национальной Медиа Группы.
С 2016 по 2017 год занимала должность председателя совета Индустриального комитета по телеизмерениям (ИКТ).
С 2021 года — сооснователь и управляющий партнер фонда венчурных инвестиций ДВ Капитал 
В апреле 2022 года запустила лайфстайл-платформу NUSELF.
Активно ведет телеграм канал на тему осознанного лидерства Founder Woman.
В 2024 году выступала на конференциях ТОК и Forbes Woman Summit.

## Награды
- 2008 год — Лауреат Ежегодной Национальной Премии «Успех. Лучший корпоративный юрист 2008 года»[18].
- 2011 год — Вошла в рейтинг «ТОП-1000 российских менеджеров»[19].
- 2011 год — Вошла в список Forbes пяти высокооплачиваемых менеджеров в возрасте до 35 лет[20].
- 2012 год — Вошла в «Рейтинг директоров по корпоративному управлению»[21].
- 2014 год — Финалист конкурса «Предприниматель года»[22].
- 2015 год — Первое место в рейтинге Молодых медиа-менеджеров[23].
- 2017 год — Гран-при Премии «Медиа-менеджер России — 2017»[24][25].
- 2019 год — Медаль Ордена «За заслуги перед Отечеством»
- 2019 год — Премия «Устойчивый успех» по направлению «Медиа» премии «ТОП- менеджеры НПБК»[26]
- 2019 год — Лауреат рейтинга «ТОП-1000 российских менеджеров» (по версии «Коммерсантъ»)[27]
- 2024 год — Победительница конкурса "Деловые женщины 2024" Группы компаний Б1[28]